# Karl Schweitzer

Karl Schweitzer (2006)

Karl Schweitzer (* 7. August 1952 in Sankt Michael im Burgenland) ist ein österreichischer Lehrer und Politiker (FPÖ, BZÖ).

## Leben
Nach Absolvierung des Lehramtsstudiums für Geographie und Leibesübungen an der Universität Graz war Karl Schweitzer als Lehrer an der Bundeshandelsakademie und Bundeshandelsschule Oberwart tätig. 1985 wurde er in das OECD-Lehrerteam für Umwelt- und Schulinitiativen berufen.
Seit September 2007 unterrichtete Karl Schweitzer wieder an der BHAK/BHAS Oberwart. Seit 1. Dezember 2012 ist Karl Schweitzer als Lehrer im Ruhestand.
Im September 2009 wurde er zum Präsidenten der Basketball Superliga gewählt.

## Politik
Von 1990 bis 2003 war er Abgeordneter zum Nationalrat, von 1995 bis 1996 auch Abgeordneter im Europäischen Parlament. 1996 hatte er die Funktion des Bundesgeschäftsführers der FPÖ inne. Von 2003 bis Anfang 2007 war Schweitzer Staatssekretär für Sport im Bundeskanzleramt in der Bundesregierung Schüssel II.
Schweitzer wurde von politischen Mitbewerbern für homophobe Äußerungen kritisiert.

## Auszeichnungen
- 1999: Großes Goldenes Ehrenzeichen für Verdienste um die Republik Österreich[3]
- 2007: Großes Silbernes Ehrenzeichen am Bande für Verdienste um die Republik Österreich[4]